# 東芒特卡梅爾 (印地安納州)
東芒特卡梅爾（英語：East Mount Carmel）是位於美國印地安納州吉布森縣的一個非建制地區。該地的面積和人口皆未知。